# عقربه
عقربه یا نشانگر ( انگلیسی: Hour hand)وسیله ای برای نشان دادن زمان روی صفحه ساعت است.

## تاریخچه
در زمان باستان و  در ساعت خورشیدی تک عقربه ای برای نشان دادن زمان تقریبی توسط سایه تک عقربه که با توجه به قرارگیری خورشید تغییر میکرد استفاده میشد.
امروزه عقربه در ساعت های مچی و دیواری برای نشان دادن ثانیه،دقیقه، ساعت استفاده میشود.
هرچند ساعت های دیجیتال جای عقربه ها را پر کرده اند.

حرکت عقربه های ساعت

گردآورنده:بردیا اکبری